# Liste der Lieder von Pink
Dies ist eine Liste der aufgenommenen und veröffentlichten Lieder der US-amerikanischen Pop-Rock-Sängerin und Songwriterin Pink sowie ihren Veröffentlichungen als You+Me. Aufgelistet sind alle Lieder der Alben Can’t Take Me Home (2000), Missundaztood (2001), Try This (2003), I’m Not Dead (2006),  Funhouse (2008), The Truth About Love (2012), Beautiful Trauma (2017), Hurts 2B Human (2019) und Trustfall (2023). Des Weiteren befinden sich alle Single-Tracks, Cover und B-Seiten von Singles in dieser Liste. Sie enthält (Stand: 2023) insgesamt 195 Lieder.
Die Reihenfolge der Titel ist alphabetisch sortiert und gibt Auskunft über die Urheber.

## Legende
- Titel: Nennt den Namen des Liedes. Coverversionen sind hinter dem Titel mit Angabe der Originalinterpreten vermerkt.
- Autoren: Nennt die Autoren des Liedes.
- Album: Nennt das Album, auf dem das Lied erschien.
- Jahr: Nennt das Veröffentlichungsjahr.

## #
| Titel                       | Autoren                            | Album          | Jahr |
| --------------------------- | ---------------------------------- | -------------- | ---- |
| (Hey Why) Miss You Sometime | Max Martin, Felix Gauder, Oli Nova | Hurts 2B Human | 2019 |
| 18 Wheeler                  | Dallas Austin, Alecia Moore        | Missundaztood  | 2001 |
| 90 Days (Pink feat. Wrabel) | Steve Robson, Alecia Moore, Wrabel | Hurts 2B Human | 2019 |

## A
| Titel                                                                            | Autoren                                                            | Album                           | Jahr |
| -------------------------------------------------------------------------------- | ------------------------------------------------------------------ | ------------------------------- | ---- |
| A Million Dreams (Coverversion von Ziv Zaifman, Hugh Jackman, Michelle Williams) | Benj Pasek, Justin Paul                                            | The Greatest Showman Reimagined | 2018 |
| All I Know So Far                                                                | Alecia Moore, Benj Pasek, Justin Paul                              | All I Know So Far – Setlist     | 2021 |
| Anywhere Away From Here (Rag ’n’ Bone Man & Pink)                                | Simon Aldred, Dan Priddy, Mark Crew, Rory Graham, Ben Jackson-Cook | Life by Misadventure            | 2021 |
| Are We All We Are                                                                | Butch Walker, John Hill, Emile Haynie, Alecia Moore                | The Truth About Love            | 2012 |
| Ave Mary A                                                                       | Alecia Moore, Billy Mann, Pete Wallace                             | Funhouse                        | 2008 |

## B
| Titel                                           | Autoren                                                                     | Album                                                        | Jahr |
| ----------------------------------------------- | --------------------------------------------------------------------------- | ------------------------------------------------------------ | ---- |
| Bad Influence                                   | Butch Walker, Billy Mann, Alecia Moore, Macho Psycho                        | Funhouse                                                     | 2008 |
| Barbies                                         | Alecia Moore, Ross Golan, Julia Michaels, Jakob Jerlström, Ludvig Söderberg | Beautiful Trauma                                             | 2017 |
| Beam Me Up                                      | Billy Mann, Alecia Moore                                                    | The Truth About Love                                         | 2012 |
| Beautiful Trauma                                | Alecia Moore, Jack Antonoff                                                 | Beautiful Trauma                                             | 2017 |
| Bennie and the Jets (Elton John / Pink / Logic) | Elton John, Bernie Taupin                                                   | Revamp – Reimagining The Songs Of Elton John & Bernie Taupin | 2018 |
| Better Life                                     | Alecia Moore, Jack Antonoff, Sam Dew                                        | Beautiful Trauma                                             | 2017 |
| Blow Me (One Last Kiss)                         | Greg Kurstin, Alecia Moore                                                  | The Truth About Love                                         | 2012 |
| Boring                                          | Max Martin, Alecia Moore, Shellback                                         | The Album Collection                                         | 2008 |
| Break the Cycle (You+Me)                        | Alecia Moore, Dallas Green                                                  | Rose Ave.                                                    | 2014 |
| Bridge of Light                                 | Billy Mann, Alecia Moore                                                    | Happy Feet 2                                                 | 2011 |
| But We Lost It                                  | Alecia Moore, Greg Kurstin                                                  | Beautiful Trauma                                             | 2017 |

## C
| Titel                                          | Autoren                                                                     | Album                                 | Jahr |
| ---------------------------------------------- | --------------------------------------------------------------------------- | ------------------------------------- | ---- |
| Can We Pretend (Pink feat. Cash Cash)          | Ryan Tedder, Alecia Moore, Jean Paul Makhlouf, Samuel Frisch, Alex Makhlouf | Hurts 2B Human                        | 2019 |
| Can't Take Me Home                             | Alecia Moore, Harold Frasier, Steve Clarke                                  | Missundaztood                         | 2000 |
| Capsized                                       | Alecia Moore, Dallas Green                                                  | Rose Ave.                             | 2014 |
| Catch Me While I'm Sleeping                    | Linda Perry, Alecia Moore                                                   | Try This                              | 2003 |
| Catch-22                                       | Linda Perry, Alecia Moore                                                   | Missundaztood                         | 2001 |
| Centerfold                                     | Cathy Dennis, Alecia Moore, Greg Kurstin                                    | I'm Not Dead                          | 2006 |
| Chaos & Piss                                   | Alecia Moore, Francis White                                                 | The Truth About Love (Deluxe Edition) | 2012 |
| Circle Game                                    | Greg Kurstin, Alecia Moore                                                  | Hurts 2B Human                        | 2019 |
| Conversations with My 13 Year Old Self         | Alecia Moore, Billy Mann                                                    | I'm Not Dead                          | 2006 |
| Could've Had Everything                        | Alecia Moore, Eg White                                                      | So What (B-Seite)                     | 2008 |
| Courage                                        | Greg Kurstin, Alecia Moore, Sia Furler                                      | Hurts 2B Human                        | 2019 |
| Cover Me in Sunshine (Pink + Willow Sage Hart) | Maureen „Mozella“ McDonald, Amy Allen                                       | Cover Me In Sunshine                  | 2021 |
| Crash & Burn                                   | Alecia Moore, Billy Mann                                                    | U + Ur Hand (B-Seite)                 | 2006 |
| Crystal Ball                                   | Billy Mann, Alecia Moore                                                    | Funhouse                              | 2008 |
| ’Cuz I Can                                     | Max Martin, Lukasz Gottwald, Alecia Moore                                   | I'm Not Dead                          | 2006 |

## D
| Titel                                                   | Autoren                                                       | Album                           | Jahr |
| ------------------------------------------------------- | ------------------------------------------------------------- | ------------------------------- | ---- |
| Dear Diary                                              | Linda Perry, Alecia Moore                                     | Missundaztood                   | 2001 |
| Dear Mr. President                                      | Billy Mann, Alecia Moore                                      | I'm Not Dead                    | 2006 |
| Delirium                                                | Linda Perry, Alecia Moore                                     | Trouble (B-Seite)               | 2003 |
| Disconnected                                            | Alecia Moore, Butch Walker                                    | Who Knew (B-Seite)              | 2014 |
| Do What U Do                                            | Ezekiel Lewis, Maurice Sinclair, Kawan Prather, James Hollins | Can’t Take Me Home              | 2000 |
| Don’t Give Up (Herbie Hancock feat. Pink & John Legend) | Peter Gabriel                                                 | The Imagine Project             | 2010 |
| Don’t Let Me Get Me                                     | Dallas Austin, Alecia Moore                                   | Missundaztood                   | 2001 |
| Dreaming (Marshmello & Sting & Pink)                    | Sting, Richard Boardman, Nick Gale, Marshmello, Amanda Ibanez | Trustfall (Tour Deluxe Edition) | 2023 |

## E
| Titel      | Autoren                   | Album         | Jahr |
| ---------- | ------------------------- | ------------- | ---- |
| Eventually | Linda Perry, Alecia Moore | Missundaztood | 2001 |

## F
| Titel                                         | Autoren                                                                      | Album                     | Jahr |
| --------------------------------------------- | ---------------------------------------------------------------------------- | ------------------------- | ---- |
| F**kin’ Perfect                               | Max Martin, Alecia Moore, Shellback                                          | Greatest Hits … So Far!!! | 2010 |
| Family Portrait                               | Scott Storch, Alecia Moore                                                   | Missundaztood             | 2001 |
| Feel Good Time (Pink feat. William Orbit)     | Beck Hansen, Jay Ferguson, William Orbit                                     | Try This                  | 2003 |
| Feel Something                                | Teddy Geiger, Nate Mercereau, Jason Evigan, Ian Franzino                     | Trustfall                 | 2023 |
| Fingers                                       | Billy Mann, Alecia Moore                                                     | I'm Not Dead              | 2006 |
| For Now                                       | Max Martin, Alecia Moore, Mattias Larsson, Robin Fredriksson, Julia Michaels | Beautiful Trauma          | 2017 |
| Free                                          | Linda Perry, Alecia Moore, Brian MacLeod, Eric Schermerhorn, Paul Ill        | Trouble (B-Seite)         | 2003 |
| From a Closet in Norway (Oslo Blues) (You+Me) | Alecia Moore, Dallas Green                                                   | Rose Ave.                 | 2014 |
| Funhouse                                      | Tony Kanal, Jimmy Harry, Alecia Moore                                        | Funhouse                  | 2008 |

## G
| Titel                 | Autoren                                                                                          | Album                                 | Jahr |
| --------------------- | ------------------------------------------------------------------------------------------------ | ------------------------------------- | ---- |
| Gently (You+Me)       | Alecia Moore, Dallas Green                                                                       | Rose Ave.                             | 2014 |
| Get the Party Started | Linda Perry                                                                                      | Missundaztood                         | 2001 |
| Glitter in the Air    | Alecia Moore, Billy Mann                                                                         | Funhouse                              | 2008 |
| God Is a DJ           | Billy Mann, Alecia Moore, Jonathan Davis                                                         | Try This                              | 2003 |
| Gone to California    | Linda Perry, Alecia Moore                                                                        | Missundaztood                         | 2001 |
| Good Old Days         | Billy Mann, Alecia Moore, David Schuler                                                          | The Truth About Love (Deluxe Edition) | 2012 |
| Guns and Roses        | Alecia Moore, Clifford Harris Jr., Tyler Williams, Jacob Kasher, Nikhil Seetharam, Kelly Sheehan | Trouble Man – Heavy Is The Head       | 2012 |

## H
| Titel                                      | Autoren                                                                                        | Album                       | Jahr |
| ------------------------------------------ | ---------------------------------------------------------------------------------------------- | --------------------------- | ---- |
| Halfway Gone                               |                                                                                                |                             | 2017 |
| Happy                                      | Teddy Geiger, Alecia Moore, Steph Jones, Sasha Sloan                                           | Hurts 2B Human              | 2019 |
| Happy Feet Two Opening Medley              | Alecia Moore, Common, Benjamin 'Lil P-Nut' Flores, Jr. and Happy Feet Two Chorus               | Happy Feet Two (Soundtrack) | 2011 |
| Hate Me                                    | Greg Kurstin, Alecia Moore                                                                     | Trustfall                   | 2023 |
| Heartbreak Down                            | Alecia Moore, Butch Walker                                                                     | Greatest Hits … So Far!!!   | 2010 |
| Heartbreaker                               | Greg Wells, Alecia Moore, Kara DioGuardi                                                       | Stupid Girls (B-Seite)      | 2006 |
| Hell Wit Ya                                | Kevin Briggs, Kandi Burruss, Alecia Moore, Darius Green                                        | Can’t Take Me Home          | 2000 |
| Here Comes the Heartache                   | Butch Walker, Alecia Moore                                                                     |                             | 2010 |
| Here Comes the Weekend (Pink feat. Eminem) | Marshall Mathers, Alecia Moore, Liz Rodrigues, Erik Alcock, Pranam Injeti, Khalil Abdul Rahman | The Truth About Love        | 2012 |
| Hiccup                                     | D. Avant, Alecia Moore, Harold Frasier, Steve Clarke                                           | Can’t Take Me Home          | 2000 |
| Hooker                                     | Tim Armstrong, Alecia Moore                                                                    | Try This                    | 2003 |
| How Come You're Not Here                   | Greg Kurstin, Alecia Moore                                                                     | The Truth About Love        | 2012 |
| Humble Neighborhoods                       | Tim Armstrong, Alecia Moore                                                                    | Try This                    | 2003 |
| Hurts 2B Human (Pink feat. Khalid)         | Teddy Geiger, Alecia Moore, Alexander Izquierdo, Khalid Robinson, Anna-Catherine Hartley       | Hurts 2B Human              | 2019 |
| Hustle                                     | Alecia Moore, Dan Reynolds, Jorgen Odegard                                                     | Hurts 2B Human              | 2019 |

## I
| Titel | Autoren                                                    | Album                                 | Jahr |
| --- | ---------------------------------------------------------- | ------------------------------------- | ---- |
| I Am Here | Alecia Moore, Billy Mann, Christian Medice                 | Beautiful Trauma                      | 2017 |
| I Don’t Believe You | Max Martin, Alecia Moore                                   | Funhouse                              | 2008 |
| I Got Money Now | Mike Elizondo, Alecia Moore                                | I’m Not Dead                          | 2006 |
| I Have Seen the Rain (Pink feat. James T. Moore)                                                                            | Alecia Moore, James Moore                                  | I’m Not Dead                          | 2006 |
| I’m Not Dead | Billy Mann, Alecia Moore                                   | I’m Not Dead                          | 2006 |
| Imagine (Coverversion von John Lennon; Herbie Hancock feat. P!nk, Seal, India Arie, Jeff Beck, Konono No 1 & Oumou Sangare) | John Lennon, Yoko Ono                                      | The Imagine Project                   | 2010 |
| Irrelevant | Alecia Moore, Ian Fitchuk                                  | Irrelevant (Single)                   | 2022 |
| Is It Love | Aaron Phillips, Alecia Moore, Harold Frasier, Steve Clarke | Can’t Take Me Home                    | 2000 |
| Is This Thing On? | Butch Walker, Alecia Moore, Jake Sinclair                  | The Truth About Love (Deluxe Edition) | 2012 |
| It's All Your Fault | Max Martin, Alecia Moore, Shellback                        | Funhouse                              | 2008 |
| It's Over (Pink feat. Bruno Mars)                                                                                           |                                                            |                                       | 2015 |

## J
| Titel                                           | Autoren                                           | Album                           | Jahr |
| ----------------------------------------------- | ------------------------------------------------- | ------------------------------- | ---- |
| Just Give Me a Reason (Pink feat. Nate Ruess)   | Jeff Bhasker, Alecia Moore, Nate Ruess            | The Truth About Love            | 2012 |
| Just Like a Pill                                | Dallas Austin, Alecia Moore                       | Missundaztood                   | 2001 |
| Just Like Fire                                  | Max Martin, Alecia Moore, Shellback, Oscar Holter | Alice Through The Looking Glass | 2016 |
| Just Say I'm Sorry (Pink feat. Chris Stapleton) | Alecia Moore, Chris Stapleton                     | Trustfall                       | 2023 |

## K
| Titel                                   | Autoren                                            | Album     | Jahr |
| --------------------------------------- | -------------------------------------------------- | --------- | ---- |
| Kids in Love (Pink feat. First Aid Kit) | Klara Söderberg, Jakob Jerlström, Ludvig Söderberg | Trustfall | 2023 |

## L
| Titel                                                    | Autoren | Album                                                                                 | Jahr |
| -------------------------------------------------------- | --- | ------------------------------------------------------------------------------------- | ---- |
| Lady Marmalade (Christina Aguilera, Mýa, Lil' Kim, Pink) | Kenny Nolan, Bob Crewe                                                                                           | Moulin Rouge                                                                          | 2001 |
| Last Call                                                | Billy Mann, Alecia Moore, Pete Wallace                                                                           | Trustfall                                                                             | 2023 |
| Last to Know                                             | Alecia Moore, Tim Armstrong                                                                                      | Try This                                                                              | 2003 |
| Leave Me Alone (I'm Lonely)                              | Butch Walker, Alecia Moore                                                                                       | I’m Not Dead                                                                          | 2006 |
| Let Me Let You Know                                      | Christopher A. Stewart, Robin Thicke, Earl Neal Creque, Sean K. Hall                                             | Can’t Take Me Home                                                                    | 2000 |
| Lonely Girl (Pink feat. Linda Perry)                     | Linda Perry | Missundaztood                                                                         | 2001 |
| Long Way to Go (Pink feat. The Lumineers)                | Alecia Moore, Wesley Schultz, Jesse Shatkin, John Stephen Sudduth, Maureen McDonald, Jeremiah Fraites            | Trustfall                                                                             | 2023 |
| Long Way To Happy                                        | Butch Walker, Alecia Moore                                                                                       | I'm Not Dead                                                                          | 2006 |
| Lost Cause                                               | Stephen Wrabel, Sam Romans, Sam de Jong                                                                          | Trustfall                                                                             | 2023 |
| Love Gone Wrong (You+Me)                                 | Alecia Moore, Dallas Green                                                                                       | Rose Ave.                                                                             | 2014 |
| Love Is Such a Crazy Thing                               | Michael Keith, Quinnes Parker, Marvin Scandrick, Courtney Douglas Sills, Daron Jones, Jason Boyd, Lamont Maxwell | Can’t Take Me Home                                                                    | 2000 |
| Love Me Anyway (Pink feat. Chris Stapleton)              | Allen Shamblin, Tom Douglas, Alecia Moore                                                                        | Hurts 2B Human                                                                        | 2019 |
| Love Song                                                | Damon Elliott, Alecia Moore                                                                                      | Try This                                                                              | 2003 |
| Lucy In The Sky With Diamonds (The Beat Bugs feat. P!nk) | John Lennon, Paul McCartney                                                                                      | Music From The Netflix Original Series Beat Bugs - Best Of Seasons 1 + 2 (Soundtrack) | 2016 |

## M
| Titel                            | Autoren                                    | Album                                 | Jahr |
| -------------------------------- | ------------------------------------------ | ------------------------------------- | ---- |
| Mean                             | Butch Walker, Alecia Moore                 | Funhouse                              | 2008 |
| Misery (Pink feat. Steven Tyler) | Richie Supa                                | Missundaztood                         | 2001 |
| Missundaztood                    | Linda Perry, Alecia Moore                  | Missundaztood                         | 2001 |
| Most Girls                       | Babyface, Damon Thomas                     | Can’t Take Me Home                    | 2000 |
| My Attic                         | Julia Michaels, Freddy Wexler, Ilsey Juber | Hurts 2B Human                        | 2019 |
| My Signature Move                | Butch Walker, Alecia Moore, Jake Sinclair  | The Truth About Love (Deluxe Edition) | 2012 |
| My Vietnam                       | Linda Perry, Alecia Moore                  | Missundaztood                         | 2001 |

## N
| Titel                       | Autoren                                                      | Album         | Jahr |
| --------------------------- | ------------------------------------------------------------ | ------------- | ---- |
| Need Me (Pink feat. Eminem) | Marshall Mathers, Jon Ingoldsby, Alex Grant, Holly Hafermann | Revival       | 2017 |
| Never Gonna Not Dance Again | Max Martin, Alecia Moore, Shellback                          | Trustfall     | 2022 |
| No Ordinary Love (You+Me)   | Sade Adu, Stuart Matthewman                                  | Rose Ave.     | 2014 |
| Nobody Knows                | Billy Mann, Alecia Moore                                     | I’m Not Dead  | 2006 |
| Numb                        | Dallas Austin, Alecia Moore                                  | Missundaztood | 2001 |

## O
| Titel                                | Autoren                                                                | Album                     | Jahr |
| ------------------------------------ | ---------------------------------------------------------------------- | ------------------------- | ---- |
| Oh My God (Pink feat. Peaches)       | Alecia Moore, Tim Armstrong, Merrill Nisker                            | Try This                  | 2003 |
| One Foot Wrong                       | Alecia Moore, Francis White                                            | Funhouse                  | 2008 |
| One Too Many (Keith Urban with Pink) | Mich Hansen, Daniel Davidsen, Peter Wallevik, Cleo Tighe, James Norton | The Speed Of Now – Part 1 | 2020 |
| Open Door (You+Me)                   | Alecia Moore, Dallas Green                                             | Rose Ave.                 | 2014 |
| Our Song                             | Jesse Shatkin, Maureen McDonald, Jessica Karpov                        | Trustfall                 | 2023 |

## P
| Titel                 | Autoren                                                    | Album                       | Jahr |
| --------------------- | ---------------------------------------------------------- | --------------------------- | ---- |
| Please Don't Leave Me | Max Martin, Alecia Moore                                   | Funhouse                    | 2008 |
| Private Show          | Andrea Martin, Ivan Matias, Kenneth Karlin, Carsten Schack | Can’t Take Me Home          | 2000 |
| Push You Away         | Alecia Moore                                               | Funhouse (The Tour Edition) | 2009 |

## R
| Titel                        | Autoren                                               | Album                                 | Jahr |
| ---------------------------- | ----------------------------------------------------- | ------------------------------------- | ---- |
| Raise Your Glass             | Max Martin, Alecia Moore, Shellback                   | Greatest Hits … So Far!!!             | 2010 |
| Respect (Pink feat. Scratch) | Linda Perry, Alecia Moore                             | Missundaztood                         | 2001 |
| Revenge (Pink feat. Eminem)  | Max Martin, Alecia Moore, Marshall Mathers, Shellback | Beautiful Trauma                      | 2017 |
| Run                          | Butch Walker, Alecia Moore, Jake Sinclair             | The Truth About Love (Deluxe Edition) | 2012 |
| Runaway                      | Alecia Moore, Billy Mann                              | I’m Not Dead                          | 2006 |
| Runaway                      | Edvard Erfjord, Clementine Douglas                    | Trustfall                             | 2023 |

## S
| Titel                                                | Autoren                                                         | Album                | Jahr |
| ---------------------------------------------------- | --------------------------------------------------------------- | -------------------- | ---- |
| Save My Life                                         | Alecia Moore, Tim Armstrong                                     | Try This             | 2003 |
| Second Guess (You+Me)                                | Alecia Moore, Dallas Green                                      | Rose Ave.            | 2014 |
| Secrets                                              | Max Martin, Alecia Moore, Shellback, Oscar Holter               | Beautiful Trauma     | 2017 |
| Setting the World on Fire (Kenny Chesney feat. Pink) | Ross Copperman, Josh Osborne, Matt Jenkins                      | Cosmic Hallelujah    | 2016 |
| Shine (Lisa Marie Presley feat. Pink)                | Lisa Marie Presley                                              | Now What             | 2005 |
| Slut Like You                                        | Max Martin, Alecia Moore, Shellback                             | The Truth About Love | 2012 |
| So What                                              | Max Martin, Alecia Moore, Shellback                             | Funhouse             | 2008 |
| Sober                                                | Alecia Moore, Marcella Araica, Kara DioGuardi, Nathaniel Hills  | Funhouse             | 2008 |
| Split Personality                                    | Babyface, Alicia Moore, Terence Abney                           | Can’t Take Me Home   | 2000 |
| Stop Falling                                         | Will Baker, Pete Woodruff, Alicia Moore                         | Can’t Take Me Home   | 2000 |
| Stupid Girls                                         | Billy Mann, Niklas Olovson, Robin Mortensen Lynch, Alecia Moore | I’m Not Dead         | 2006 |

## T
| Titel                                              | Autoren                                                             | Album                              | Jahr |
| -------------------------------------------------- | ------------------------------------------------------------------- | ---------------------------------- | ---- |
| Tell Me Something Good                             |                                                                     | Happy Feet (Soundtrack)            | 2006 |
| The Great Escape                                   | Dan Wilson, Alecia Moore                                            | The Truth About Love               | 2012 |
| The King Is Dead But the Queen Is Alive            | Alecia Moore, Butch Walker, Billy Mann, Robin Lynch, Niklas Olovson | The Truth About Love (Fan Edition) | 2012 |
| The Last Song of Your Life                         | Billy Mann, Alecia Moore                                            | Hurts 2B Human                     | 2019 |
| The One That Got Away                              | Alecia Moore, Billy Mann                                            | I’m Not Dead                       | 2006 |
| The Truth About Love                               | Billy Mann, Alecia Moore, David Schuler                             | The Truth About Love               | 2012 |
| There You Go                                       | Kevin Briggs, Kandi Burruss, Alecia Moore                           | Can’t Take Me Home                 | 2000 |
| This Is How It Goes Down (Pink feat. Travie McCoy) | Butch Walker, Alecia Moore                                          | Funhouse                           | 2008 |
| Timebomb                                           | Alecia Moore, Greg Kurstin                                          | The Truth About Love (Fan Edition) | 2012 |
| Today's the Day                                    | Alecia Moore, Greg Kurstin                                          | —                                  | 2015 |
| Tonight's the Night                                | Alecia Moore, Tim Armstrong                                         | Try This                           | 2003 |
| Trouble                                            | Tim Armstrong, Alecia Moore                                         | Try This                           | 2003 |
| True Love (Pink feat. Lily Allen)                  | Greg Kurstin, Lily Allen, Alecia Moore                              | The Truth About Love               | 2012 |
| Trustfall                                          | Alecia Moore, Johnny McDaid, Fred Gibson                            | Trustfall                          | 2023 |
| Try                                                | Busbee, Ben West                                                    | The Truth About Love               | 2012 |
| Try Too Hard                                       | Linda Perry, Alecia Moore                                           | Try This                           | 2003 |
| Turbulence                                         | Matthew Koma, Madison Love                                          | Trustfall                          | 2023 |

## U
| Titel                                                           | Autoren | Album                       | Jahr |
| --------------------------------------------------------------- | --- | --------------------------- | ---- |
| U + Ur Hand                                                     | Max Martin, Rami, Lukasz Gottwald, Alecia Moore                                                              | I’m Not Dead                | 2006 |
| Unbeliever (You+Me)                                             | Alecia Moore, Dallas Green                                                                                   | Rose Ave.                   | 2014 |
| Under Pressure / Rhythm Nation (P!nk und Happy Feet Two Chorus) | Freddie Mercury, Brian May, Roger Taylor, John Deacon, David Bowie, James Harris, Terry Lewis, Janet Jackson | Happy Feet Two (Soundtrack) | 2011 |
| Unwind                                                          | Alecia Moore, Tim Armstrong                                                                                  | Try This                    | 2003 |

## W
| Titel                                                                     | Autoren                                                                                 | Album                     | Jahr |
| ------------------------------------------------------------------------- | --------------------------------------------------------------------------------------- | ------------------------- | ---- |
| Waiting For Love                                                          | Linda Perry, Alecia Moore, Brian MacLeod, Eric Schermerhorn, Paul Ill                   | Try This                  | 2003 |
| Walk Away                                                                 | Alecia Moore, Tim Armstrong                                                             | Try This                  | 2003 |
| Walk Me Home                                                              | Alecia Moore, Nate Ruess, Scott Harris                                                  | Hurts 2B Human            | 2019 |
| Walk of Shame                                                             | Greg Kurstin, Alecia Moore                                                              | The Truth About Love      | 2012 |
| Waterfall (Stargate feat. Pink & Sia)                                     | Tor Erik Hermansen, Sia Furler, Thomas Pentz, Philip Meckseper, Mikkel Storleer Eriksen | –                         | 2017 |
| We Could Have It All                                                      | Greg Kurstin, Alecia Moore, Beck Hanson                                                 | Hurts 2B Human            | 2019 |
| We Will Rock You (Coverversion von Queen; Britney Spears, P!nk & Beyoncé) | Brian May                                                                               |                           | 2004 |
| We've Got Scurvy                                                          |                                                                                         | Spongebob's Greatest Hits | 2009 |
| What About Us?                                                            | Steve Mac, Alecia Moore, Johnny McDaid                                                  | Beautiful Trauma          | 2017 |
| Whataya Want from Me (Coverversion von Adam Lambert)                      | Max Martin, Alecia Moore, Shellback                                                     | Greatest Hits … So Far!!! | 2010 |
| Whatever You Want                                                         | Max Martin, Alecia Moore, Shellback                                                     | Beautiful Trauma          | 2017 |
| When I Get There                                                          | David Hodges, Amy Wadge                                                                 | Trustfall                 | 2023 |
| When We're Through                                                        | Alecia Moore, Butch Walker                                                              | Sober (B-Seite)           | 2008 |
| Where Did the Beat Go?                                                    | Billy Mann, Alecia Moore, Jon Keep, Steve Daly                                          | The Truth About Love      | 2012 |
| Where We Go                                                               | Alecia Moore, Greg Kurstin                                                              | Beautiful Trauma          | 2017 |
| White Rabbit                                                              |                                                                                         | Beautiful Trauma          | 2017 |
| Who Knew                                                                  | Max Martin, Lukasz Gottwald, Alecia Moore                                               | I’m Not Dead              | 2006 |
| Why Did I Ever Like You                                                   |                                                                                         | Funhouse Deluxe Version   | 2008 |
| Wild Hearts Can't Be Broken                                               | Alecia Moore, Busbee                                                                    | Beautiful Trauma          | 2017 |
| Won't Back Down (Eminem feat. Pink)                                       | Khalil Abdul-Rahman, Marshall Mathers, Liz Rodrigues, Erik Alcock, Columbus Smith       | Recovery                  | 2010 |
| Words                                                                     | Alecia Moore, Billy Mann                                                                | Nobody Knows (B-Seite)    | 2007 |

## Y
| Titel               | Autoren                                     | Album              | Jahr |
| ------------------- | ------------------------------------------- | ------------------ | ---- |
| You and Me (You+Me) | Alecia Moore, Dallas Green                  | Rose Ave.          | 2014 |
| You Get My Love     | Alecia Moore, Tobias Jesso, Jr.             | Beautiful Trauma   | 2017 |
| You Make Me Sick    | Anthony President, Brainz Dimilo, Mark Tabb | Can’t Take Me Home | 2000 |